# Ulfborg Sogn
Ulfborg Sogn er et sogn i Ringkøbing Provsti (Ribe Stift).
I 1800-tallet var Råsted Sogn anneks til Ulfborg Sogn. Begge sogne hørte til Ulfborg Herred i Ringkøbing Amt. Trods annekteringen var de to selvstændige sognekommuner. Ved kommunalreformen i 1970 blev Råsted indlemmet i Holstebro Kommune, og Ulfborg blev kernen i Ulfborg-Vemb Kommune, der ved strukturreformen i 2007 også indgik i Holstebro Kommune.
I Ulfborg Sogn ligger Ulfborg Kirke fra omkring 1200 og Ulfkær Kirke fra 1900.
I sognet findes følgende autoriserede stednavne:
- Bavnbæk (bebyggelse)
- Bukbjerg (bebyggelse)
- Dystrup (bebyggelse)
- Filsø (bebyggelse)
- Holm (bebyggelse)
- Hvolby (bebyggelse)
- Højvang (bebyggelse)
- Klem (bebyggelse)
- Kyttrup (bebyggelse)
- Lillelund (bebyggelse)
- Lystlund (bebyggelse)
- Lærkehøj (areal)
- Meldgård (bebyggelse)
- Munkhaver (areal)
- Nyholm (bebyggelse)
- Nørre Vosborg (ejerlav, landbrugsejendom)
- Pinvig (bebyggelse)
- Skovbjerg (areal)
- Stråsø Plantage (areal)
- Støvlbæk (vandareal)
- Svælget (vandareal)
- Sønderkær (bebyggelse)
- Tranflod (bebyggelse)
- Ulfborg (stationsby)
- Ulfborg Kirkeby (bebyggelse)
- Ulfborg Plantage (areal)
- Veje (bebyggelse)
- Vium (bebyggelse)